# Lamprolepis vyneri
Espèce
Synonymes
- Lygosoma vyneri Shelford, 1905

Lamprolepis vyneri est une espèce de sauriens de la famille des Scincidae.

## Répartition
Cette espèce est endémique du Kalimantan sur l'île de Bornéo en Indonésie.

## Étymologie
Cette espèce est nommée en l'honneur de Charles Vyner Brooke (1874-1963).

## Publication originale
- Shelford, 1905 : A new lizard and a new frog from Borneo. Annals and Magazine of Natural History, sér. 7, vol. 15, p. 208-210 (texte intégral).